# Latrodectus dahli
Latrodectus dahli là một loài nhện trong họ Theridiidae.
Loài này thuộc chi Latrodectus. Latrodectus dahli được Herbert Walter Levi miêu tả năm 1959.